# She Past Away
I She Past Away sono un gruppo musicale turco fondato nel 2006 a Bursa dal frontman e chitarrista Volkan Caner e dal bassista İdris Akbulut. La band è nota per il suo stile appartenente alle correnti della darkwave e del post-punk e per il look gotico dei membri.
Nel 2015, il bassista İdris Akbulut ha lasciato il gruppo, e Doruk Öztürkcan, il produttore della band, ha preso parte alla formazione del gruppo come tastierista.
Nel dicembre 2018, in un'intervista ad un webmagazine di musica indipendente, Doruk Öztürkcan annuncia la pubblicazione di un nuovo album nel 2019 ed un conseguente tour statunitense.
Il 31 maggio 2019 pubblicano, in digitale, il loro terzo album "Disko Anksiyete", improntato  principalmente su delle sonorità disco, ma che non abbandona il sound tipico del duo.
Nel luglio 2019, l’album viene pubblicato anche su CD e vinile.

## Stile musicale e influenze
I She Past Away si caratterizzano per lo stile musicale che richiama il movimento dark di fine anni ottanta, miscelato ad un'elettronica tipica della new wave. Tra le band che hanno influenzato il loro stile e a cui spesso vengono paragonati è possibile menzionare gruppi come The Sisters of Mercy, Bauhaus, The Cure e, in ultimo, Siouxsie and the Banshees; nell'uso dell'elettronica e dei sintetizzatori, alcune sonorità richiamano gli sperimentalismi della prima fase della carriera dei Depeche Mode. Tra i contemporanei, si ritrovano analogie con gruppi underground come i Lebanon Hanover e i Boy Harsher. Caratterizzati da un sound particolare che mescola il moderno a sonorità prettamente diffuse nella seconda metà degli anni '80, sono presto emersi dalla scena turca locale, guadagnando stima e attenzione in Europa ed oltreoceano.

## Membri
Membri attuali
- Volkan Caner – chitarra, voce (2006–presente)
- Doruk Öztürkcan – produttore (2009–presente), drum machine, sintetizzatori (2015–presente)

Membri passati
- İdris Akbulut – basso (2006–2015)

## Discografia

### Album in studio
- Belirdi Gece (2012) Remoov / Fabrika Records
- Narin Yalnızlık (2015) Remoov / Fabrika Records
- Disko Anksiyete (2019) Metropolis Record / Fabrika Records

### EP
- Kasvetli Kutlama (2010) Remoov